# Rotschnabel-Madenhacker
Der Rotschnabel-Madenhacker (Buphagus erythrorynchus) ist ein in Ost- und Südafrika verbreiteter Singvogel aus der Familie der Madenhacker (Buphagidae).

## Merkmale
Der Rotschnabel-Madenhacker wird 18 bis 20 Zentimeter groß, zwischen 42 und 59 g schwer und verfügt über einen auffälligen roten Schnabel, manchmal mit einer gelben Spitze am Oberschnabel. Das Rücken- und das obere Schwanzgefieder sind anthrazit gefärbt, das untere Schwanzgefieder ist gräulich bis cremefarben. Das Kopfgefieder ist anthrazitfarben. Um die roten Augen trägt dieser Madenhacker einen auffälligen und fleischigen gelben Ring. Die Beine sind schwarz und mit kräftigen Krallen versehen.

## Verbreitung und Lebensweise

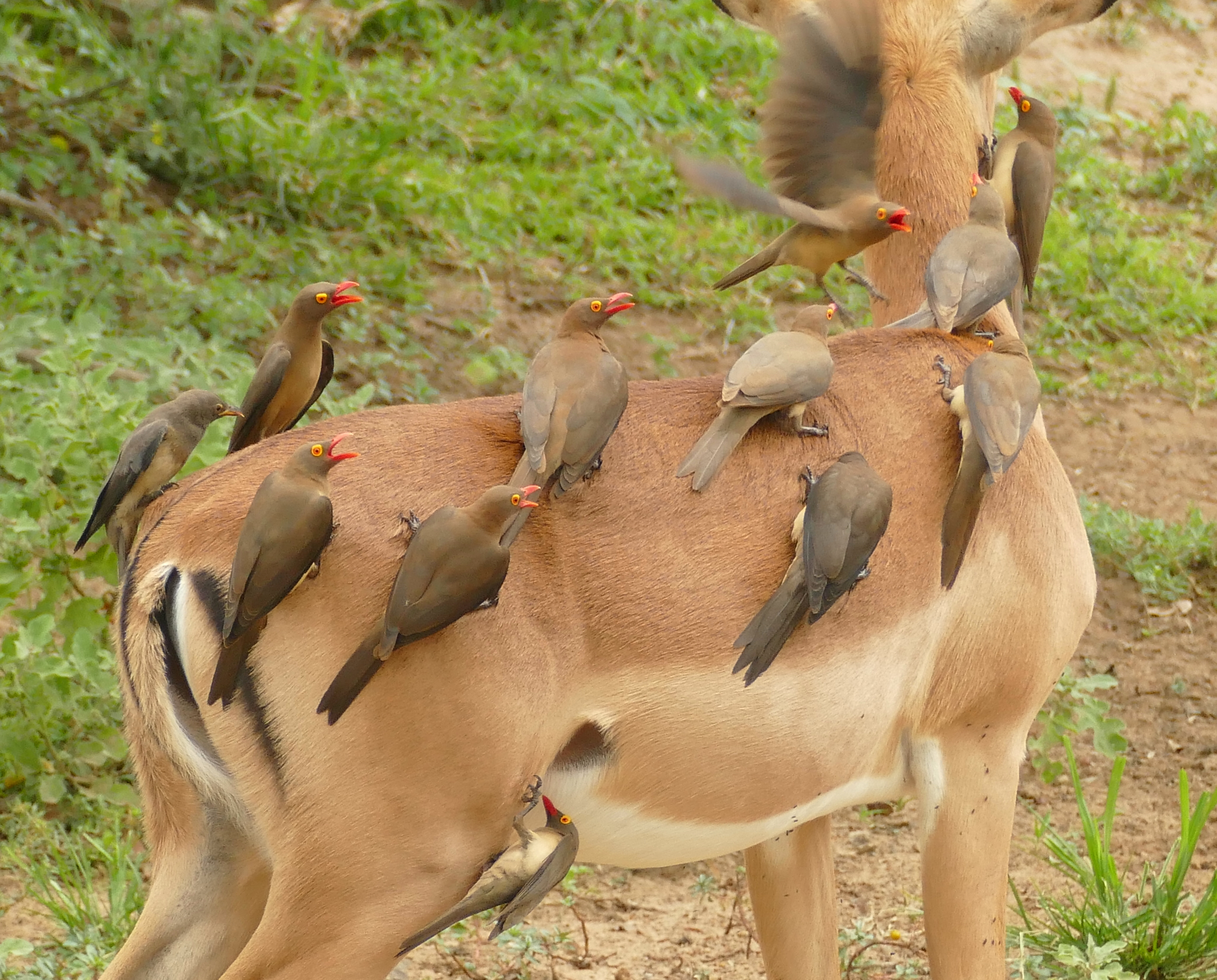
Rotschnabel-Madenhacker auf Schwarzfersenantilope im Mkhuze Game Reserve

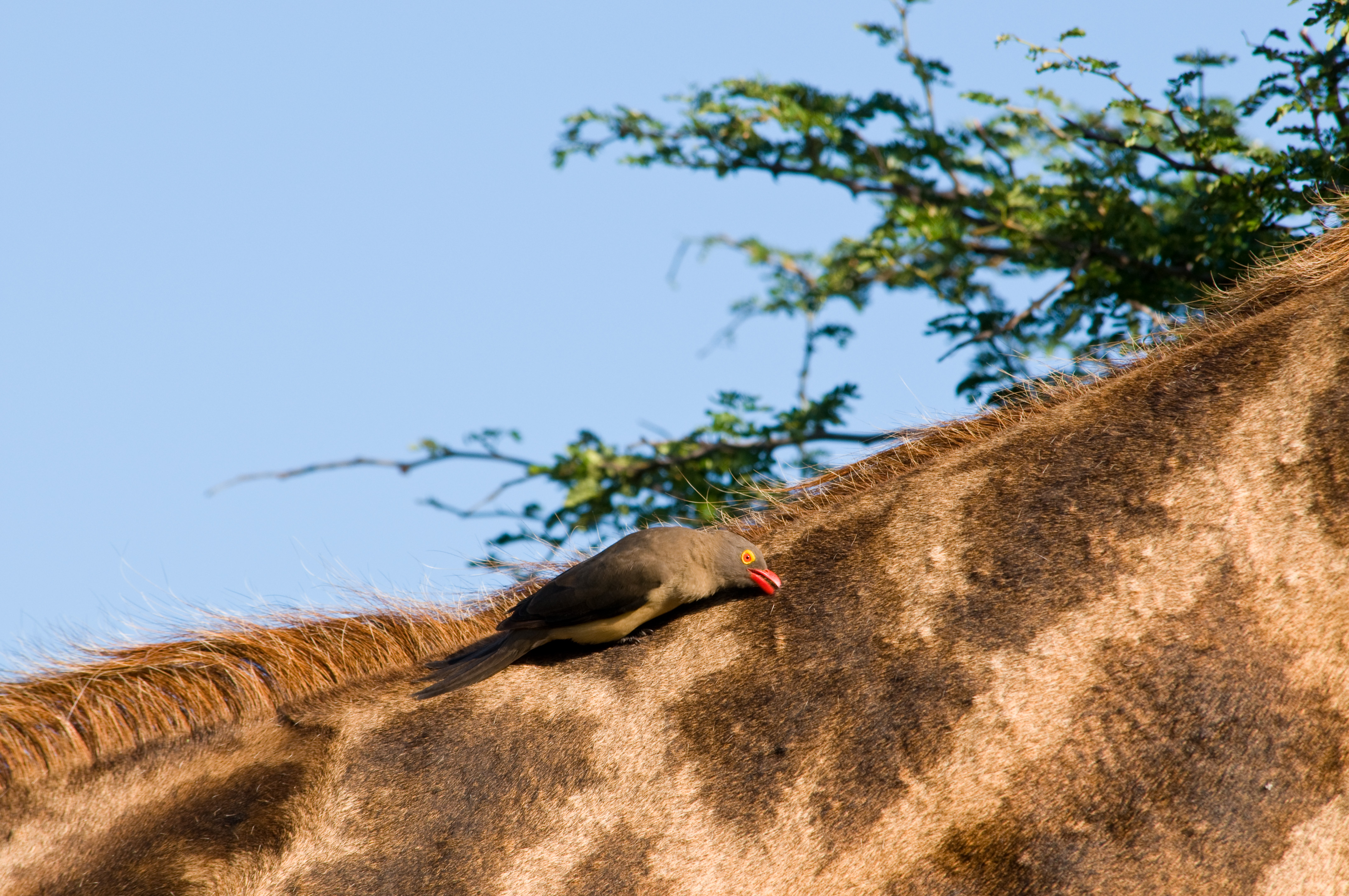
Rotschnabel-Madenhacker bei der Nahrungssuche auf einer Giraffe

Verbreitungskarte des Rotschnabel-Madenhackers

Die Art ist in den Savannengebieten des östlichen Afrikas von Eritrea bis Südafrika beheimatet. Die geselligen Vögel leben in kleinen Gruppen von bis zu 20 Tieren zusammen. Tagsüber fliegen sie auf Nahrungssuche über die Savanne. Ihre Nahrung (Zecken, Flöhe und andere Hautparasiten) finden sie in und auf der Oberhaut sowie in Wunden größerer Weidetiere (zum Beispiel Antilopen, Flusspferde oder auch Hausrinder). Ihre kräftigen, gebogenen Beine mit stark ausgebildeten Krallen geben den Vögeln sicheren Halt auf der Haut ihrer Wirtstiere. In der Regel kehren die Vögel in der Dämmerung zu ihren Nestern zurück.
Oberflächlich ergibt sich das Bild, dass es sich hierbei um ein typisches Beispiel von Symbiose handelt, denn der Träger des Vogels wird schließlich von seinen Parasiten befreit. Dies trägt nicht nur zur Gesundheit des Trägers bei, sondern durch Reduzierung der Seuchengefahr auch zur Gesundheit der ganzen Herde. Der britische Zoologe Paul Weeks kam jedoch zu der Auffassung, dass die Beziehung der Madenhacker zu ihren Wirten auch parasitische Züge trägt. Durch Untersuchung des Fressverhaltens von Rotschnabel-Madenhackern auf einer Gruppe von Hausrindern in Simbabwe fand Weeks heraus, dass sie nur 15 % ihrer Zeit mit Parasitenvertilgung zubringen. Die übrige Zeit verbringen sie damit, in den Wunden der Tiere zu picken, diese offen zu halten, deren Ohrenschmalz zu fressen oder auf andere Weise im Fell nach Nahrung zu suchen. In diesem Fall wurden das Blut und kleine Stückchen aus den Wundrändern als Nahrung bevorzugt. Eine weitere Untersuchung ergab, dass Rinder, von denen die Madenhacker vertrieben wurden, nicht stärker von Parasiten befallen waren als eine „geputzte“ Vergleichsgruppe. Es bleibt zu klären, ob diese Ergebnisse auf die etwa 25 weiteren Großwildarten Simbabwes übertragbar sind.
2020 wurde entdeckt, dass Spitzmaulnashörner – weil sie zwar gut riechen können, doch weniger gut sehen – ohne aufsitzendem Rotschnabel-Madenhacker nur 23 % der Annäherungen von Menschen entdecken, wenn diese vom Lee her kommen. Sitzt jedoch ein solcher Vogel auf dem Nashorn, warnt dieser mit einem Laut das Nashorn vor dem Menschen und das Nashorn dreht sich dann in die Richtung, in die der Wind strömt und entdeckt regelmäßig den Menschen, der ein Jäger sein kann. Auf Kisuaheli, das in Ostafrika gesprochen wird, heißt dieser Vogel Askari wa Kifaru – „Wächter des Nashorns“. Afrikanern ist die Funktion des Vogels also schon lange bekannt.

## Fortpflanzung
Das Nest, das sich normalerweise in Baumhöhlen befindet, wird mit Pflanzenteilen und Tierhaaren ausgekleidet. Das Gelege besteht aus einem bis sechs Eiern, die bis zu 18 Tage bebrütet werden. Die Nestlingsdauer der Jungen beträgt etwa 18 Tage.

## Status
Aufgrund des vermehrten Einsatzes synthetischer Insektizide bei Nutztieren nimmt die Verfügbarkeit der vorhandenen Nahrungsquellen ab. Darunter leidet auch diese Art. Die IUCN listet den Rotschnabel-Madenhacker aufgrund fehlender Populationszahlen als nicht gefährdet (Least Concern) ein.

## Systematik
Der Rotschnabel-Madenhacker wurde 1814 von Edward Smith Stanley als Tanagra erythrorhyncha erstbeschrieben, wird heute aber zusammen mit dem Gelbschnabel-Madenhacker (Buphagus africanus) in die Gattung Buphagus gestellt. Neben der Nominatform wurden bislang sechs Unterarten beschrieben, deren Validität unterschiedlich bewertet wird. Während BirdLife die Unterarten aufzählt, wird in der IOC World Bird List nur die Nominatform geführt:
- Buphagus erythrorynchus angolensis da Rosa Pinto, 1968
- Buphagus erythrorynchus archeri Cunningham-van Someren, 1984
- Buphagus erythrorynchus bestiarum Brooke, 1970
- Buphagus erythrorynchus caffer Grote, 1927
- Buphagus erythrorynchus erythrorhyncha Stanley, 1814
- Buphagus erythrorynchus invictus Clancey, 1962
- Buphagus erythrorynchus scotinus Clancey & Lawson Walter James Lawson, 1961

Die Madenhacker wurden lange Zeit als Unterfamilie Buphaginae der Familie der Stare (Sturnidae) zugeordnet. Aufgrund genetischer Vergleiche werden sie mittlerweile als eine eigene Familie Buphagidae, da sie einen basalen Vertreter der Gruppe darstellen, der in seiner ökologischen Nische überlebt habt. Die Ursprünge der Gattung, die den Staren und Spottdrosseln (Mimidae), nahesteht, sollen in Südostasien liegen.